# Flex-Able Leftovers
„Flex-Able Leftovers“ е ЕР, издадено в ограничен тираж, на американския композитор и китарист Стив Вай. Записано е в периода 1982-1984. Излиза през 1984 г., а на 10 ноември 1998 г., е пре-издаден от Sony Records, като са добавени пет бонус песни. За разлика от останалите албуми на Вай, повечето копия на този носят стикер за родителски контрол. Причината за това е парчето „Fuck Yourself“, където са записани множество псувни и сексуални намеци.

### Бонус песни на пре-издаденото CD
1. „San Sebastian“ – 1:08
2. „The Beast of Love“ – 3:30 (Джо Кърни)
3. „You Didn't Break it“ – 4:19 (Боб Харис, Сюзън Харис)
4. „The X-Equilibrium Dance“ – 5:10
5. „Chronic Insomnia“ – 2:00

## Състав
- Стив Вай – вокал, акустична, електричска и бас китара, кийборд, електрическо пиано, беквокали
- Томи Марс – вокали, цигулка, клавишни
- Стю Хам – вокали, бас
- Боб Харис – беквокали
- Джо Кърни – беквокали
- Алекс Ачера – беквокали
- Сюзън Харис – беквокали
- Лари Крейн – малък ксилофон, вибрафон, лира
- Робин Димаджио – барабани
- Крис Фрейзър – барабани
- Дийн Кастроново – барабани
- Пити Залдман – перкусия